# Europacupen i bandy 2006
Europacupen i bandy 2006 vanns av det ryska laget Dynamo Moskva, som besegrade Edsbyns IF med 4-2 i finalen.

## Semifinaler
- 26 oktober 2006: Dynamo Moskva,  Ryssland-Tornio PV,  Finland 14-0 (Edsbyn)
- 26 oktober 2006: Edsbyns IF,  Sverige-Stabæk IF,  Norge 9-2 (Edsbyn)

## Match om tredje pris
- 29 oktober 2006: Tornio PV,  Finland-Stabæk IF,  Norge 3-1 (Ljusdal)

## Final
- 3 december 2006: Dynamo Moskva,  Ryssland-Edsbyns IF,  Sverige 4-2